# Joaquim Maria Casamor i d'Espona

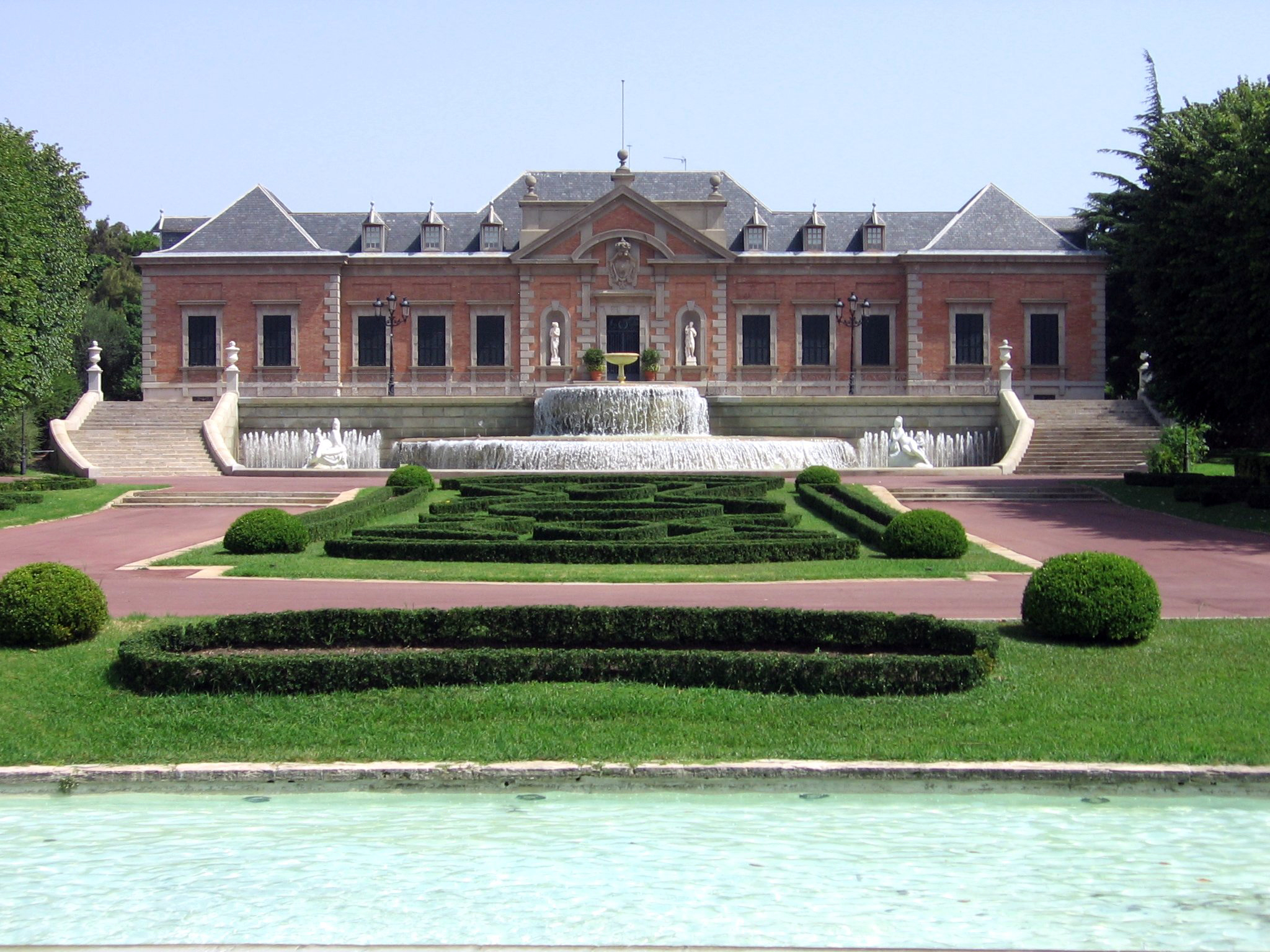
Jardins de Joan Maragall.

Joaquim Maria Casamor i d'Espona (Figueres, 12 de maig de 1920-17 de juliol del 2019) fou un arquitecte i paisatgista català. Fou director de Parcs i jardins de Barcelona entre 1968 i 1986.

## Trajectòria
Va estudiar arquitectura a l'Escola Tècnica Superior d'Arquitectura de Barcelona, on es va llicenciar el 1948. El 1954 va obtenir el diploma de tècnic urbanista i el 1965 es va doctorar. El 1952 va guanyar una plaça per oposició al Servei Municipal d'Edificació Particular de Barcelona, i el 1955 al departament de Parcs i jardins del consistori barceloní, com a adjunt al director Lluís Riudor i Carol, al que va succeir el 1968 com a director tècnic, càrrec que va ostentar fins a la seva jubilació el 1986. Fou el promotor de la mostra de jardineria Jardinova a Montjuïc el 1975 i 1977. També fou el responsable de l'edició de la revista de Parcs i Jardins durant diversos anys. Fou professor de l'Institut d'Educació Secundària Municipal Rubió i Tudurí, i membre de la Junta del Col·legi d'Arquitectes de Catalunya.
Juntament amb Riudor va col·laborar en la creació de jardins com els de Moragas (1959) i el Parc de Cervantes (1965), així com en diverses intervencions a la muntanya de Montjuïc encaminades a suprimir el barraquisme produït amb la immigració en la postguerra, tasca que va continuar sent ja director amb la creació de diversos jardins de tipus temàtic, com els Jardins Mossèn Costa i Llobera (1970), especialitzats en cactàcies i suculentes, i els Jardins de Mossèn Cinto Verdaguer (1970), dedicats a les plantes aquàtiques, bulboses i rizomatoses. Obra seva foren també a Montjuïc els Jardins del Mirador de l'Alcalde (1962-1969) i els Jardins de Joan Maragall (1970), ubicats entorn al Palauet Albéniz, residència de la Família Reial Espanyola durant les seves visites a la ciutat comtal, d'estil neoclàssic. A la resta de Barcelona va realitzar el Parc del turó del Putget (1970), el de la Guineueta (1971) i el de Vil·la Amèlia (1970). També va restaurar diversos parcs i jardins, com el Parc del Laberint d'Horta (1971), el Parc de les Aigües (1977) i el Parc del Turó de la Peira (1977). També va executar el projecte de Nicolau Maria Rubió i Tudurí per a la plaça de Gaudí (1981).